# 中村愛美
中村 愛美（なかむら あいみ、1983年1月8日 - ）は、日本の元女優。東京都台東区出身。

## プロフィール
身長164センチメートル（cm）、バスト75cm、ウエスト59cm、ヒップ83cm、靴サイズ24cm、血液型A型、趣味と特技は、水泳である。
1998年に『GTO』の相沢みやび役で知られる。
所属事務所はスモーキー、研音、FUNGO、GAEA.inc、テンダープロ（2007年末まで）、オールウェイズ、と変遷した。2015年の舞台出演以後に芸能界を引退した。

## 出演

### 映画
- 血を吸う宇宙（2001年） - 倉橋里美 役（主役）
- WASABI（2001年）
- 実録外伝 ゾンビ極道（2001年）
- REFLECTION 呪縛の絆（2002年） - 時田道子 役
- 刑事まつり  だじゃれ刑事（2002年） - アイドル刑事 役（主役）
- SEMI−鳴かない蝉−（2003年） - モモコ 役
- 新・影の軍団（2003年） - 照手姫 役
- 新・影の軍団　第二章（2003年）
- 異形の肖像（2003年） - 琴美 役（主役）
- ストロベリー★フィールド（2003年）
- 岸和田少年愚連隊 カオルちゃん最強伝説　番長足球（2003年） - 明美 役
- すてごろ 梶原三兄弟激動昭和史（2003年）
- GIRL'S LIFE TOKYO NOIR（2004年） - 美由紀 役
- 少年（2004年） - めぐみ 役
- 跋扈妖怪伝 牙吉 第二部（2004年） - おまつ 役
- 運命人間（2004年） - 悦子 役
- 集団殺人クラブ　最後の殺戮（2004年） - カオリ 役
- 狼少女　Day After Tomorrow（2004年） - 手塚留美子 役
- さよならみどりちゃん（2004年）
- 新人刑事まつり  世にも奇妙な刑事（2005年）
- ニライカナイからの手紙（2005年）
- 海がとっても青いから（2005年）
- ペルソナ（2008年）
- 呪怨 白い老女（2009年） - 磯部淳子 役
- 麻雀飛翔伝 哭きの竜 外伝（2011年7月） - 占い師 役
- テキ屋ガールズ（GPMS)（2011年5月）
- ふたりエッチ（2011年6月） - 杉山真紀絵 役
- ふたりエッチ セカンド♡キッス（2011年12月）
- 高速ばぁば（2013年7月） - 望月千里 役
- 激写!カジレナ熱愛中!（2014年3月15日公開、安川有果監督） - 主演・梶並玲奈 役

### テレビドラマ
- 美少女H（1998年、フジテレビ系）
- GTO（1998年、フジテレビ系） - 相沢みやび 役
- 鬼の棲家（1999年、フジテレビ系） - 黒川百合子 役
- リップスティック（1999年、フジテレビ系） - 三池安奈 役
- GTOドラマスペシャル（1999年6月29日、フジテレビ系） - 相沢みやび 役
- ガラスの仮面　感動の完結編スペシャル（1999年9月30日、テレビ朝日系） - 姫川亜弓 役
- 恋愛詐欺師 第5話「私を買いませんか! 少女の悲しい切り札」（1999年11月18日、テレビ朝日系） - 佐伯美夏 役
- ヴァンパイア・シンドローム［HATU］（2002年、KBS京都、TVKテレビ系）
- 恋する日曜日 第7話「-夢で逢えたら-」（2003年5月18日、BS-i） - ミドリ 役
- 火曜サスペンス劇場「北ホテル1」（2004年、日本テレビ系） - 朝倉千春 役
- 変型/スパイ道 第9話「変型」（2005年3月23日、BS-i） - 由美 役
- 激殺 女蠍野球団〜愛しの甲子園（2005年、テレビ東京系） - 犬飼真沙美 役
- おかわり飯蔵（2007年、テレビ東京） - 福永沙織 役
- 土曜ワイド劇場（テレビ朝日）
  - 「法医学教室の事件ファイル」（2008年11月） - 根岸由香里 役
  - 「京都南署鑑識ファイル8」（2014年6月14日） - 白石久美 役
- 相棒 season12 第7話「目撃証言」（2013年11月27日、テレビ朝日系） - 梶田佐緒里 役

### バラエティ
- 素顔のアイドル（2001年、Jドキュメント750）
- 帰ってきた!ウラまるカフェ（2001年12月20日、TBS系）
- ガレッジ・シネマ・パラダイス（2002年1月3日、テレビ朝日系）
- キャイ〜ン式 (2002年1月29日、TBS系）
- プリティガレッジ（2005年4月 - 9月、日本テレビ系） - ナレーション

### ネットドラマ
- 一週間賃貸集合住宅物語（2005年 NETCINEMA.TV） - 美奈 役
- SLIM SIZE ME!!（2005年） - 楠木麗香 役

### 声優
- プラトニックチェーン（2003年1月24日、テレビ東京系）

### 舞台
- デビルマン－不動を待ちながら－（2002年9月、シアターサンモール）
- お茶っぴき（2004年11月10日 - 11月15日、新宿シアターブラッツ）
- 日ノ丸レストラン改訂版（2005年9月9日 - 9月18日、東京芸術劇場小ホール1）
- はつ恋 青春博多純情編（2015年12月25日 - 12月28日、萬劇場）

### CM
- NTT Paldio（1997年 スチール）
- Microsoft Windows XP & Office XP（2002年）

## メディア

### 写真集
- AiMi（2000年2月、ソニーマガジンズ）
- Doppio（ドッピョ）（2001年10月、英知出版）
- 月刊 中村愛美（2003年5月、新潮社）
- LYIN'EYES（2015年4月、イーネット・フロンティア）

### 映像ソフト
- Doppio（ドッピョ）−中村愛美18才の愛を語る−（2001年10月、英知出版）VHS
- Doppio（ドッピョ）−中村愛美18才の愛を語る−（2001年12月、英知出版）DVD
- Aimi ARENA（2003年7月、レスト）CD-ROM
- Heart of PERSONA ~閉じ込められたもう一人の私~ 中村愛美 −（2009年10月、ATTACK ZONE）DVD
- ヒロインのピンチオムニバス　太陽の戦士レオーナ　お化け怪人ウラメシアの巻（2014年7月11日発売、ZENピクチャーズ、松浦幹三監督）
- 昼顔・夜顔（2015年3月、イーネット・フロンティア）